# Callicebus lucifer
El tití lucifer o tocón  (Callicebus lucifer) es un primate platirrino de la familia de os pitécidos.

## Distribución
Vive en los bosques húmedos de la entre los ríos Amazonas y Caquetá en las regiones fronterizas entre Colombia, Perú y Brasil.

## Descripción
El pelambre es de color gris-oliváceo en todo el cuerpo, con una tendencia a oscurecerse en la cara, donde además presenta una barba espesa de color rojo a anaranjado. En la parte posterior, el pelo es más largo que el resto del cuerpo, formando una especie de mantón. En forma similar a las demás especies atribuidas al subgénero torquatus, tiene un collar de pelo blanco en forma de U.

## Taxonomía
Fue considerado como una subespecie de Callicebus torquatus (Callicebus torquatus lucifer), sin embargo,  actualmente los expertos ven más conveniente clasificar a estos animales como pertenecientes a una especie diferente, basado en estudios filogenéticos.